# 那加人
那加人（Nāgā），是印度東北部山區與緬甸交界的黄種人的統稱，實則上16個部落各有極為獨特的習俗。那加人講的語言劃歸藏緬語系，與北印度主體、講印歐語系的高加索人種和南印度主體、講達羅毗荼語系的達羅毗荼人種迥異。大多数分布於那加蘭邦。他們有相似的文化和傳統，有十六個官方承認的部落。那加人自稱為「龍的後人」，而Naga就是「龍」的意思。
那加族最著名的是在19世紀前的獵首傳統。

## 地理
那加族生活在印度阿薩姆邦、那加蘭邦、曼尼普爾邦，和印度阿鲁纳恰尔邦和緬甸西北山區（帕凱山與野人山），他們内部有多種方言，對外多使用那加語。

## 組織
那加族具有傳統部落組織和較強的武士傳統，村莊選址於山頂，每村各有分界。直到19世紀後期他們仍與平原居民爭戰，在英國人來到後才減少獵首。
家庭是那加社會的基本單位。婚姻通常是一夫一妻制，同一氏族的婚姻被视為亂倫，實施長子繼承制。
那加人有一部落青年宿舍（Morung）系統，青年結婚前需入住。

## 歷史
那加人在英國人來到前只與阿豪姆王國接觸，1830年，英國派出遠征軍，並於1845年與那加首領締結互不侵犯條約。那加人違反協議，繼續擊和阿薩姆邦接壤的地區。英國同時也繼續發兵和建立軍事哨所，1878年才真正成為英屬印度一部分。
基督教在1872年來到即在已成為那加文化一部分。